# Šabla
Šabla (bulharsky Шабла) je město ležící v severovýchodním Bulharsku, poblíž pobřeží Černého moře. Je správním střediskem stejnojmenné obštiny a žije v něm přibližně 3 000 obyvatel.
Po starověké Karii je na Antarktickém poloostrově pojmenována hora Karia (anglicky Karia Peak).

## Název
Původ současného názvu osady je neurčitá a existuje několik verzí:
- z thráckého nebo latinského sablum, sabula (písek) změnou počátečního s na š,
- z protobulharského slova šabla (naběračka),
- od legendární majitelky zámku v místě dnešního majáku jménem Ayşe Abla, tedy Ayşova teta; panství se kvůli moru přesunulo od moře do vnitrozemí a dostalo jméno majitelky, z něhož byla vypuštěna první slabika,
- podle divokého šťovíku, jehož listy jsou jako šavle, podle níž šavle vznikl i název osady.

## Historie

### Pravěk
Na pobřeží, mezi limany Sablenska Tuzla a Sablensko Ezero, se nacházejí prehistorická sídliště s mohylami, objevená v roce 1974. Jejich obyvatelé udržovali vazby s obyvatelstvem žijícím na jihu, podél pobřeží Černého moře. Pod vodou tu byla nalezena zatopená osada z doby bronzové a i pozdější památky jako starověká nekropole, starověké zbytky lodí vyrobených pouze z dřevěných sestav a několik potopených lodí z pozdního středověku. 

### Starověk
Ve starověku tato místa obýval thrácký thrácký kmen Getů, kraj byl součástí Odryského království, o čemž svědčí četné thrácké hrobky, které se tyčí v okolí. Starobylé thrácké osídlení z 6.–5. století př. n. l. do konce 2. století př. n. l. přerostlo v přístavní město, které bylo objeveno na druhé straně mysu Šabla od dnešní rybářské vesnice Karija. Toto přístavní město je ztotožňováno se starobylým městem Karon Limena (starořecky Καρών Λιμένα), nebo Portus Carians (Πορτός Καρια), a bylo nejdůležitějším tranzitním přístavem v regionu od 6. do 5. století před naším letopočtem až do 6. století – starověká thrácká Karea stará 1100 let, zjišťující cestu přes Bospor k ústí Dunaje a na Krym. 
Římané ho přestavěli na pevnost a naposledy byla rekonstruována ve 4. století během rané byzantské éry. Svědectví o mysu přináší Arriános a periplus Černého moře. Od té doby je mys důležitým navigačním mezníkem na západním pobřeží Černého moře. Odedávna zde byl udržován oheň a v římských dobách byla pro něj postavena věž, což potvrzují sloupy a stylizovaná hlava sovy z mramoru objevená na mořském dně severovýchodně od současného majáku.  Římský geograf Pomponius Mela ve svém díle De chorographia z poloviny 1. století naznačuje, že se Karia nacházela u mysu Šabla mezi Kalatis (dnešní Mangalia) a Tiristis (dnešní Kaliakra).  
Karel Škorpil předpokládal, že starověký přístav u mysu Šabla byl vytvořen uměle jako pravoúhlá kotlina rovnoběžná s břehem, 280 m dlouhá a 120 kroků široká, ze severu, východu a jihu obklopená třemi kamennými náspy – vlnolamy, v jejichž středu byl jeden vjezd. Jeho teorii částečně potvrdil moderní výzkum, který zjistil, že přístav tvořily dvě části – jednak poměrně mělká pánev o přibližných rozměrech 400 × 150 m, obklopená na severu a východě útesy, které v tehdejší podobě úspěšně plnily roli přirozeného vlnolamu, jednak hlubší záliv bezprostředně na jih od prvního. Staré popisy oblasti kolem mysu zmiňují, že útesy bývaly kdysi zastavěny stavbami, což dokazují stavby postavené Thráky. Podle Arriana se „země kolem karijského přístavu nazývá Karia“, čímž odkazuje na rozsáhlou a relativně nízkou pobřežní terasu nacházející se západně od starověkého přístavu, jejíž velkou část zabírají zbytky výše zmíněného rozsáhlého osídlení a jeho nekropolí. Z toho je zřejmé, že Karia není abstraktní geografický pojem, ale specifické toponymum, představující starověký název thrácké pobřežní osady, a Karón Limen je název jejího přístavu. 
Celá plocha mysu o rozloze asi 25 hektarů je poseta archeologickými památkami. Důkladně bylo prozkoumáno také pozdně starověké opevnění, které se nachází na samotném mysu, bezprostředně jižně od majáku Šabla. Dochovaná část opevnění má rozměry 12 m × 60 m. Západní část severní pevnostní zdi má tloušťku téměř 2 m. Nalezeny byla také pozůstatky západní pevnostní zdi a částečně i jihozápadní věže. Přestože se průběh současného pobřeží od starověku změnil, náhodné nálezy a průzkumy soustavně prováděné od roku 1962 potvrzují existenci tohoto místa jako významného starověkého sídla popsaného kronikáři.  

### Středověk a novověk
Během raného středověku byla oblast zpustošena nájezdy barbarů,  poté postupně osídlena Protobulhary a Slovany a stala se součástí první Bulharské říše od jejího vzniku. Po neúspěchu křižácké výpravy Vladislava Varnenčika proti Turkům v roce 1444 území definitivně ovládla Osmanská říše. Během středověku proplouvaly podél zdejšího pobřeží lodě převážející slonovinu, přičemž mnoho z nich pohltily vlny, a dodnes lze výjimečně nalézt sloní kly vyplavené z moře. 
Současné sídlo vzniklo v 16. století jako ryze turecké osídlení, ale v polovině 19. století už bylo největší bulharskou vesnicí v oblasti jejím starostou byl Bulhar. Během bulharského obrození se zdejší obyvatelé se aktivně účastnili bojů za nezávislou bulharskou církev, vzdělání a národní svobodu. Za krymské války se u zdejšího pobřeží potopila britská loď The Black Prince, která byla podle legendy naložena zlatem pro armádu.
Po osvobození z osmanské nadvlády se Šabla stala místním střediskem. V roce 1900 vypuklo v obci selské povstání v proti zavedení nových daní. Od srpna 1913 do září 1916 a od listopadu 1919 do září 1940 patřila Rumunsku. Na základě Craiovské dohody podepsané 7. 9. 1940 se zde usadily se zde stovky rodin původního bulharského obyvatelstva ze severní Dobrudži, které se musely podrobit výměně obyvatelstva. 
Po združstevnění v roce 1948 byla v obci otevřena mlékárna v rámci Oblastního družstevního svazu Varna. Do roku 1964 byla Šabla vesnicí, do roku 1969 sídlo městského typu a 27. 8. 1969 byla povýšena na město. Lokalita historických vykopávek byla vyhlášena kulturní památkou rozhodnutím Národního památkového ústavu č. 4267 z 23. 12. 1985.

## Maják Šabla
Maják na mysu Šabla se nachází na nejvýchodnějším místě Bulharska. Je nejvyšším v Bulharsku a nejstarším autentickým funkčním majákem v oblasti Černého moře a Středozemního moře. Jeho signálem je bílé světlo blikající 3× každých 25 sekund. Kolem něj se nacházelo jediné ropné pole v Bulharsku, ze zbylých četných vrtů vytéká teplá minerální voda s vysokým obsahem síry.

## Obyvatelstvo
Níže uvedená tabulka ukazuje vývoj populace města od třicátých let (1934–2021):
| Rok      | 1934  | 1946  | 1956  | 1965  | 1975  | 1985  | 1992  | 2001  | 2011  | 2021  |
| Populace | 2 623 | 2 825 | 3 788 | 4 536 | 4 477 | 4 725 | 4 401 | 4 008 | 3 401 | 2 954 |

K 15. prosinci 2024 ve městě žilo 3 017 obyvatel a bylo zde trvale hlášeno 3 102 obyvatel.

Podle sčítání z 1. února 2011 bylo národnostní složení následující:
- Bulhaři: 2 945 (92.6 %)
- Romové: 103 (3.2 %)
- Turci: 25 (0.8 %)
- ostatní[p 2]: 109 (3.4 %)